# Latinoamérica (chanson)
Latinoamérica est une chanson du duo de hip-hop portoricain Calle 13. Elle est sortie le 27 septembre 2011 en tant que cinquième single de leur quatrième album studio, Entren los que quieran (es), sorti en novembre 2010. Il a été écrit et produit par Rafael Arcaute et Calle 13, comporte des voix supplémentaires d'autres artistes latino-américains, parmi lesquels la Péruvienne Susana Baca, la Colombienne Totó la Momposina et la Brésilienne Maria Rita, et compte avec la participation aux instruments de l'Argentin Gustavo Santaolalla.
Cette chanson se veut un hymne à l'Amérique latine et reprend de nombreux thèmes historiques, sociaux et politiques sous-jacents présents de tout le continent,,,.
La chanson a eu un très grand succès et a été nommée à dix Latin Grammy Awards, remportant l'enregistrement et la chanson de l'année.
Le groupe mexicain Los Folkloristas (es) reprend cette chanson en 2016.